# 坂田かよ
坂田 かよ（さかた かよ、生年月日非公表）は、日本の元モデル、DJ、歌手。身長170cm。血液型AB型。出身地は公表していないが「雪国育ち」であるとのこと。かつてはジャングルに所属していた。

## 来歴
ファッションモデルとして雑誌やショーを中心に活動。また、ミュージシャンのPVにも多数出演している。
1998年、信藤三雄監督の映画『代官山物語「探偵誕生」』に出演。
また、川村カオリと中村達也と共にクラブイベント「696」を全国で開催し大成功させ、その様子はドキュメンタリー映画「696 TRAVELING HIGH」として2001年に公開された。
2004年、33歳で妊娠。
2005年2月、バンド「犬式」のボーカリストである三宅洋平と結婚。
同年、女児を出産。
2007年、三宅と離婚。
2009年2月より、SHIBUYA-FMの番組「PLAYGROUND」にてDJ Kaori a.k.a Lady something different、中本綾子、DJ246らとDJを務めている。
モデル業からは退き、2018年3月より渋谷二丁目エリアで平日昼間のみ営業する間借りカレー店「LUNCH TIME Amaryllis」を営んでいたが2020年4月1日に営業見合わせと発表された。
現在はDJ活動と共にユニット「P.A Rhapsodies」でヴォーカルを務めている。

## 出演

### TV
- 菊地成孔と大谷能生の『憂鬱と官能を教えた学校』TV 2009年～2010年　レギュラー出演

　校長に菊地成孔、教頭に大谷能生を迎えた音楽番組。二人を支える級長として、坂田かよがアシスタントとして花を添える。
- SPACE SHOWER TV MUSIC UPDATE FRIDAY『CLOSE-UP』2009年10月〜2010年　レギュラー出演

### PV
- T.M.Revolution
- GLAY
- 安室奈美恵
- 広沢タダシ
- 矢井田瞳
- ZOOT16

他

### 広告
- マクドナルド
- リーバイス
- ソニー
- ベネトン
- ユニクロ
- Vision
- リーボック

他

### 雑誌
- 流行通信
- 装苑
- smart
- NYLON JAPAN

他

### ショー
- Calvin Klein Jeans
- デビアス
- Limi feu

他

### その他
- 「LIVE FACTORY 2009」（DJ出演）
LIVE FACTORY 2009
- 「とくしまマルシェ x PLAYGROUND x Time Out Cafe & Diner　supported by Time Out Tokyo」
とくしまマルシェ×PLAYGROUND